# Seznam cerkva v Sloveniji (Š)
|  | Seznam cerkva: A B C Č D E F G H I J K L M N O P R S Š T U V W Z Ž |

## Štefan
| Slika                     | Cerkev | Naselje             | Župnija                  | Škofija |
| ------------------------- | ------ | ------------------- | ------------------------ | ------- |
| Klikni za spremembo slike | Štefan | Blejska Dobrava     | Zasip                    | LJ      |
| Klikni za spremembo slike | Štefan | Brezovica           | Hrpelje - Kozina         | KP      |
| Klikni za spremembo slike | Štefan | Fara                | Fara pri Kočevju         | NM      |
| Klikni za spremembo slike | Štefan | Gomilsko            | Gomilsko                 | CE      |
| Klikni za spremembo slike | Štefan | Gortina             | Muta                     | MB      |
| Klikni za spremembo slike | Štefan | Harije              | Ilirska Bistrica         | KP      |
| Klikni za spremembo slike | Štefan | Kupljenik           | Bohinjska Bela           | LJ      |
| Klikni za spremembo slike | Štefan | Levpa               | Levpa                    | KP      |
| Klikni za spremembo slike | Štefan | Lipsenj             | Grahovo                  | LJ      |
| Klikni za spremembo slike | Štefan | Ljubljana           | Ljubljana - Štepanja vas | LJ      |
| Klikni za spremembo slike | Štefan | Log pod Mangartom   | Bovec                    | KP      |
| Klikni za spremembo slike | Štefan | Nemška vas          | Leskovec pri Krškem      | NM      |
| Klikni za spremembo slike | Štefan | Orehek pri Materiji | Hrpelje - Kozina         | KP      |
| Klikni za spremembo slike | Štefan | Piran               | Piran                    | KP      |
| Klikni za spremembo slike | Štefan | Pokojišče           | Borovnica                | LJ      |
| Klikni za spremembo slike | Štefan | Postojna            | Postojna                 | KP      |
| Klikni za spremembo slike | Štefan | Semič               | Semič                    | NM      |
| Klikni za spremembo slike | Štefan | Solkan              | Solkan                   | KP      |
| Klikni za spremembo slike | Štefan | Sora                | Sora                     | LJ      |
| Klikni za spremembo slike | Štefan | Spodnja Polskava    | Spodnja Polskava         | MB      |
| Klikni za spremembo slike | Štefan | Suha pri Predosljah | Predoslje                | LJ      |
| Klikni za spremembo slike | Štefan | Sušica              | Krka                     | NM      |
| Klikni za spremembo slike | Štefan | Sveti Štefan        | Sv. Štefan pri Žusmu     | CE      |
| Klikni za spremembo slike | Štefan | Šmarješke Toplice   | Šmarjeta                 | NM      |
| Klikni za spremembo slike | Štefan | Štefan pri Trebnjem | Trebnje                  | NM      |
| Klikni za spremembo slike | Štefan | Štefanja Gora       | Cerklje na Gorenjskem    | LJ      |
| Klikni za spremembo slike | Štefan | Tomažja vas         | Bela Cerkev              | NM      |
| Klikni za spremembo slike | Štefan | Turje               | Dol pri Hrastniku        | CE      |
| Klikni za spremembo slike | Štefan | Utik                | Vodice                   | LJ      |
| Klikni za spremembo slike | Štefan | Vino                | Št. Jurij pri Grosupljem | LJ      |
| Klikni za spremembo slike | Štefan | Vipava              | Vipava                   | KP      |
| Klikni za spremembo slike | Štefan | Vranje              | Sevnica                  | CE      |
| Klikni za spremembo slike | Štefan | Zanigrad            | Predloka                 | KP      |
| Klikni za spremembo slike | Štefan | Zgornje Koseze      | Moravče                  | LJ      |

## Štefan I.
| Slika                     | Cerkev | Naselje       | Župnija          | Škofija |
| ------------------------- | ------ | ------------- | ---------------- | ------- |
| Klikni za spremembo slike | Štefan | Dolnja Košana | Košana           | KP      |
| Klikni za spremembo slike | Štefan | Ribnica       | Ribnica          | LJ      |
| Klikni za spremembo slike | Štefan | Topolc        | Ilirska Bistrica | KP      |

## Štefan I. Ogrski
| Slika                     | Cerkev | Naselje    | Župnija    | Škofija |
| ------------------------- | ------ | ---------- | ---------- | ------- |
| Klikni za spremembo slike | Štefan | Dokležovje | Dokležovje | MS      |